# Єврейський цвинтар (Бурштин)

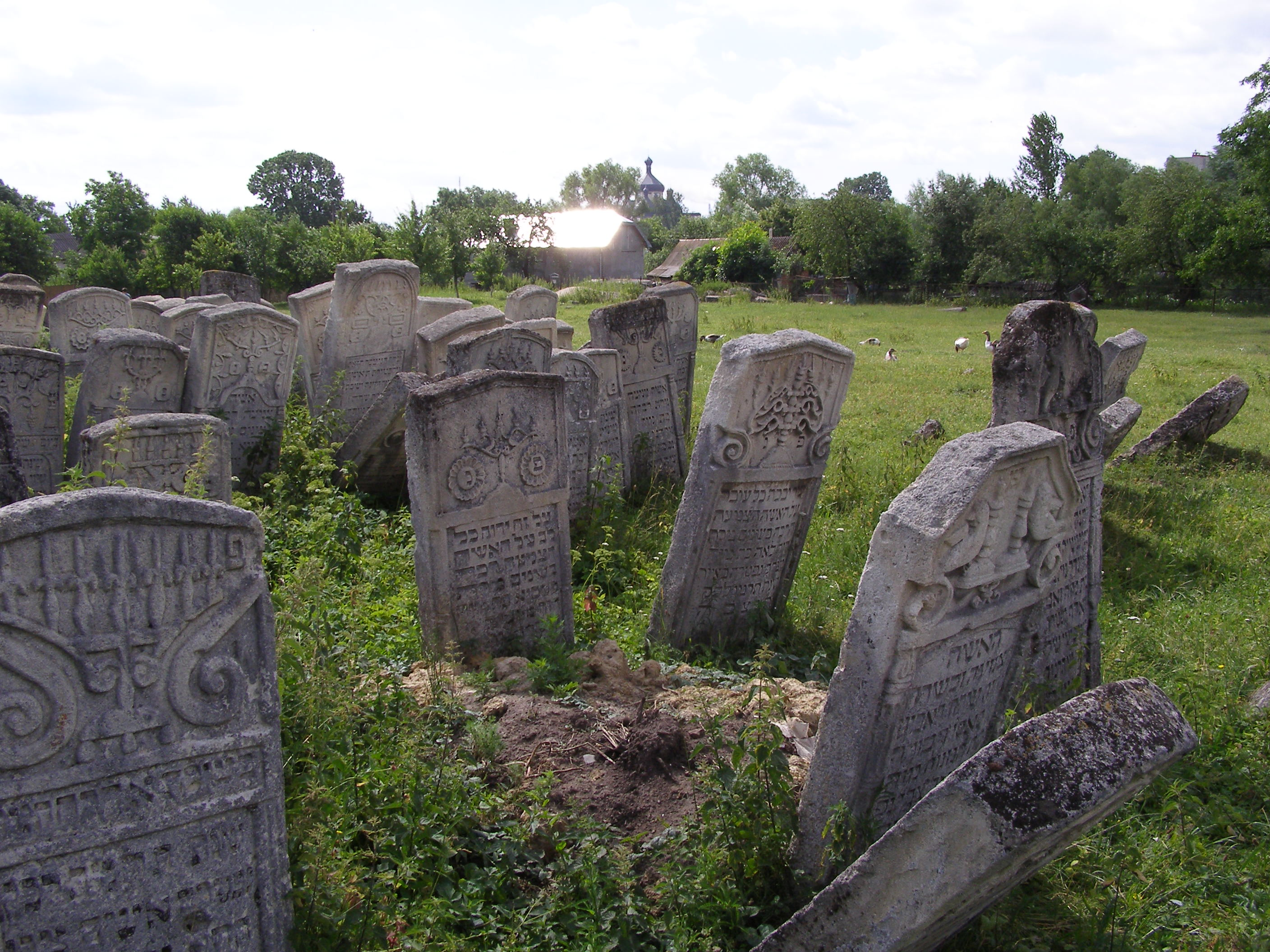
Надгробки єврейського кладовища Бурштина

Єврейський цвинтар у Бурштині Івано-Франківської області був створений у XVIII ст. єврейською громадою містечка. Останні похорони тут відбулись у 1940 році. Після Другої Світової війни кладовище не використовувалось за призначенням, оскільки на 1944 рік в місті залишилось 13 євреїв, а в 1950-х роках проживало лише кілька єврейських сімей. На 2019 рік у Бурштині не проживають євреї, а колишнє кладовище використовується як пасовище для домашніх тварин.